# Mihail Fokin
Mihail Fokin (numele original: în rusă Михаил Михайлович Фокин, transliterat: Mihail Mihailovici Fokin), (n. 11/23 aprilie 1880, Sankt Petersburg, Imperiul Rus – d. 22 august 1942, New York City, New York, SUA) a fost un maestru de balet, coregraf și dansator rus.

## Biografie
Mihail Fokin s-a născut în Sankt Petersburg într-o familie de comercianți prosperi din clasa de mijloc, iar la vârsta de 9 ani a fost primit la Școala imperială de balet din Sankt Petersburg (de la venirea comuniștilor la putere această școală poartă numele balerinei Agrippina Vaganova). In 1898, chiar de ziua de naștere, a debutat pe scena Teatrului Marinski, în Paquita. Din 1902 a devenit profesor al școlii de balet, iar în 1904 a fost promovat ca solist al teatrului.
Din 1905 și-a început cariera de coregraf, cea care avea să-i aducă faima deplină. Dintre primele balete pe care le-a compus se remarcă cel de debut, Acis și Galateea (1905) și Moartea lebedei (1907), compus pentru Anna Pavlova.
În 1909 a devenit coregraful companiei pariziene Ballets russes, a lui Serghei Diaghilev. După câteva spectacole de mare succes, multe avându-l în centru pe Vaslav Nijinski, Fokine avea să părăsească însă compania în 1912, motivul fiind, se pare, gelozia pe Serghei Diaghilev, aflat într-o relație prea strânsă cu Nijinski.
A lucrat în Rusia până în 1918, când, din pricina regimului comunist, a trebuit să părăsească țara și să se stabilească în Suedia (1918). În 1923, s-a stabilit în New York, unde și-a întemeiat propria școală de balet împreună cu soția sa, Vera Antonovna Fokina. A devenit cetățean american în 1932.
Până la moartea sa (la 22 august 1942, New York), a pus în scenă zeci de spectacole noi și le-a reluat pe cele din perioada sa de glorie, perioada Ballets russes.

## Principiile coregrafice ale lui Fokin
Baletul lui Mihail Fokin s-a constituit ca o reacție la conservatorismul și formalismul baletului clasico-academic din epoca sa. Principiile care îi stau la temelie sunt, așa cum însuși Fokin le-a formulat în 1914, în număr de cinci:
1. Orice mișcare în balet nu este o sumă de pași, ci un răspuns la subiectul și la caracterul muzicii.
2. Dansul și gesturile în balet nu au sens decât dacă slujesc exprimării unui act dramatic.
3. Balerinul trebuie să fie expresiv din cap până-n picioare. Limbajul gestual convențional este admis doar în cazul în care coregrafia cere acest lucru punctual, altminteri mișcarea mâinilor trebuie înlocuită obligatoriu cu cea a întregului corp.
4. Grupul nu este niciodată doar un ornament. Noul balet se extinde de la expresivitatea feței și a mâinilor la cea a întregului corp și de la cea a corpului individual la cea a unui cuplu sau a unui grup.
5. Dansul se află în alianță, pe picior de egalitate, cu restul artelor; de aceea nu există, de pildă, muzică pentru balet, ci puterile creatoare ale compozitorului sau coregrafului au o libertate absolută.

## Opera coregrafică
Include peste 70 de titluri, între care:
- Acis și Galateea (1905)
- Moartea lebedei (1907), muzica: Le Cygne de Camille Saint-Saëns
- Le Pavillon d'Armide (1907), muzica Nikolai Cerepnin
- Nopți egiptene (Египетские ночи, 1908), muzica Anton Arenski
- Silfidele (Les Sylphides, 1909), muzica Frédéric Chopin
- Le Festin (1909)
- Dansurile Polovțiene (Половецкие пляски/Les Danses polovtsiennes, 1909), muzica din Cneazul Igor de Alexandr Borodin
- Cléopâtre (1909)
- Carnaval (1910), muzica Robert Schumann
- Șeherezada (Shéhérazade, 1910), muzica Nikolai Rimski-Korsakov
- Pasărea de foc (Жар-птица/L'Oiseau de feu, 1910), muzica Igor Stravinski
- Narcisse (1911), muzica Nikolai Cerepnin
- Invitație la vals (Le Spectre de la rose, 1911), muzică de Carl Maria von Weber
- Petrușka (Петрушка, 1911), muzica Igor Stravinski
- Sadko (Подво́дное ца́рство, 1911), muzica Nikolai Rimski-Korsakov
- Daphnis și Chloe (Daphnis et Chloé, 1912), muzica Maurice Ravel)
- Le Dieu bleu (1912), muzica Reynaldo Hahn
- Fluturi (Papillons, 1912), muzica Robert Schumann)
- Cocoșul de Aur (Золотой петушок/Le Coq d'or, 1914), muzica Nikolai Rimski-Korsakov
- Legenda lui Iosif (Легенда об Иосифе/Josephslegende, 1914), muzica Richard Strauss
- L'apprenti sorcier (1916), muzica Paul Dukas
- Boléro (1935), muzica Maurice Ravel
- L'Épreuve d'amour (1936)
- Don Juan (1937, muzică de Christoph Willibald Gluck)
- Barbe-bleue (1941), muzica Jacques Offenbach